# Paura d'amare (film 1991)
Paura d'amare (Frankie and Johnny) è un film del 1991 diretto da Garry Marshall, basato sull'opera teatrale Frankie and Johnny in the Clair de Lune di Terrence McNally.

## Trama
È la storia d'amore fra Frankie e Johnny, lei una donna disillusa e traumatizzata dalle relazioni passate (tra cui un aborto per colpa dell'ex-compagno violento) che fa la cameriera, lui un uomo ormai maturo e divorziato che fa il cuoco, mestiere appreso mentre era in prigione, e entrambi impiegati in una tavola calda a Manhattan. Lui si innamora immediatamente di lei, ma la paura di Frankie di rimanere coinvolta in una relazione impegnativa le impedisce di cedere alle pressioni di Johnny, che cerca però di conquistarla in tutti i modi: la corteggia, le fa complimenti continui, la invita a uscire e cerca sempre di farle notare le numerose e strane coincidenze che sembrano legarli, una delle quali è la canzone trasmessa frequentemente alla radio cantata da Terence Trent D'Arby e intitolata appunto Frankie and Johnny.
Quando lei finalmente cede alle lusinghe e all'innegabile fascino dell'uomo, i due trascorrono una splendida notte d'amore dopo la quale, però, Frankie si irrigidisce ancora di più. Lui, completamente coinvolto, inizia a dichiararsi apertamente, parlando anche di matrimonio e figli, con il risultato che lei arretra sempre più, finché il tutto non degenera in una violenta discussione nel piccolo appartamento di Frankie. Seguirà una riconciliazione sulle note del Chiaro di Luna di Claude Debussy. Frankie confessa che un precedente fidanzato l'aveva abusata fisicamente, causandole a un certo punto di avere un aborto spontaneo che l'ha resa incapace di avere figli. Frankie invita Johnny a rimanere, e guardano l'alba insieme.